# Dawesplan

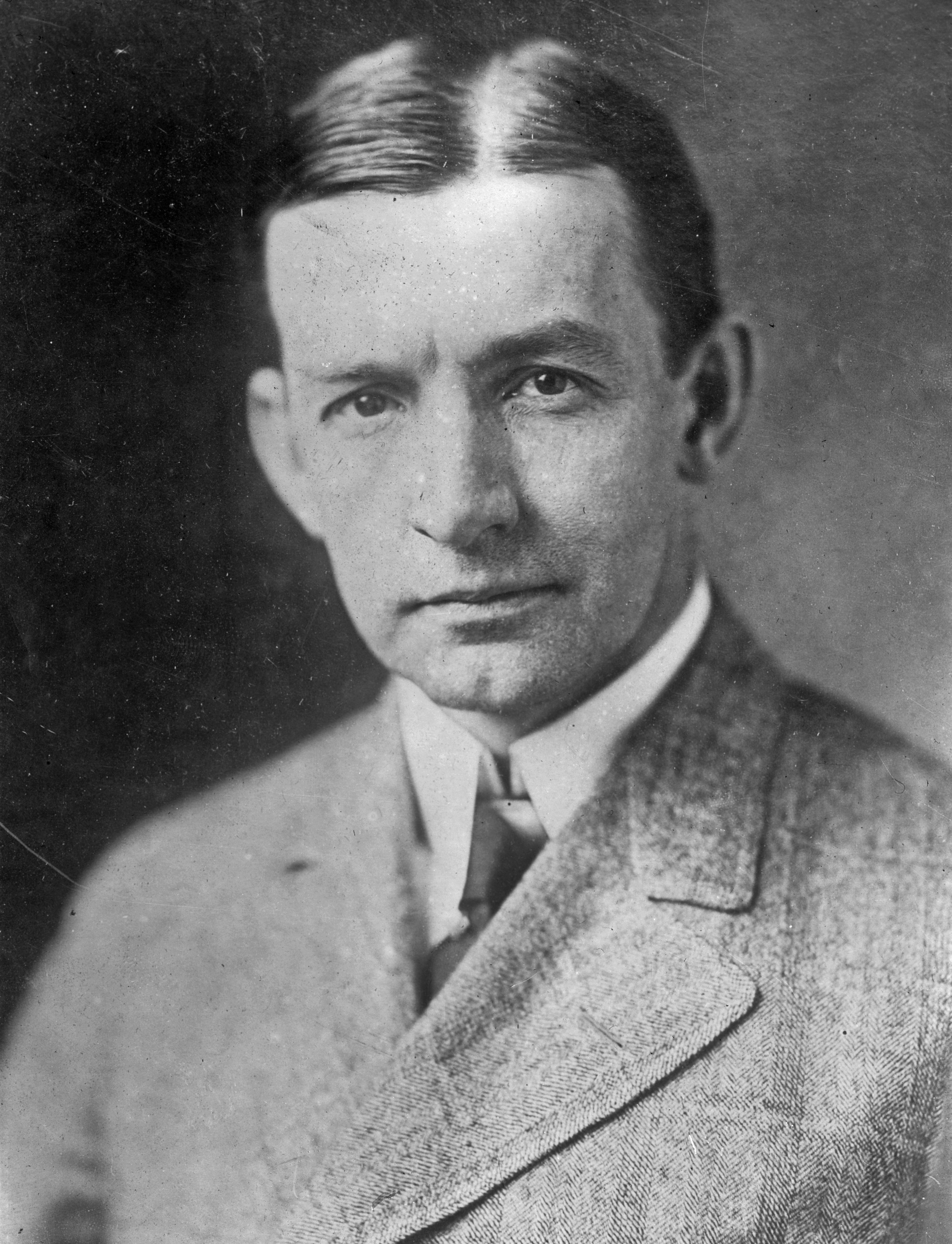
Charles G. Dawes

Het Dawesplan uit 1924 (vernoemd naar het Dawescomité, onder voorzitterschap van Charles G. Dawes) was een poging van de geallieerden om oorlogsherstelbetalingen af te dwingen van Duitsland (op dat moment de Weimarrepubliek) nadat het land in de Eerste Wereldoorlog was verslagen. Toen na vijf jaar het plan niet naar verwachting werkte, werd het afgeblazen en in 1930 vervangen door het Young-plan.
Het Dawesplan was een overeenkomst tot herstelbetalingen van Duitsland aan de geallieerde landen als genoegdoening voor de door de Duitsers aangerichte schade in de Eerste Wereldoorlog.

## Aanleiding
Aan het einde van de Eerste Wereldoorlog kwamen de geallieerden in het Verdrag van Versailles met een plan voor herstelbetalingen door Duitsland.
De grootte van deze betalingen bleek te veel om door de tanende Duitse economie opgebracht te kunnen worden. In 1923 besloot Duitsland de herstelbetalingen stop te zetten omdat het een te grote belasting was voor de nationale economie. Als reactie hier op bezetten Franse en Belgische troepen het industriële Ruhrgebied binnen de landsgrenzen van Duitsland. 
Deze bezetting van het centrum van de Duitse steenkolen- en staalindustrie dreef de Duitsers tot grote woede, als 'passieve tegenaanval' beloofde de Duitse regering stakers uit te betalen. Dit legde een zware last op de Duitse economie en zorgde voor een enorme geldontwaarding dat jaar.
Het voorbeeld bij brood:
| Prijs van een kg brood: | Aantal Papiermarken: |
| ----------------------- | -------------------- |
| December 1921           | 4                    |
| December 1922           | 163                  |
| Januari 1923            | 250                  |
| April 1923              | 474                  |
| Augustus 1923           | 69.000               |
| November 1923           | 201.000.000.000      |

## Oprichting van het Dawescomité

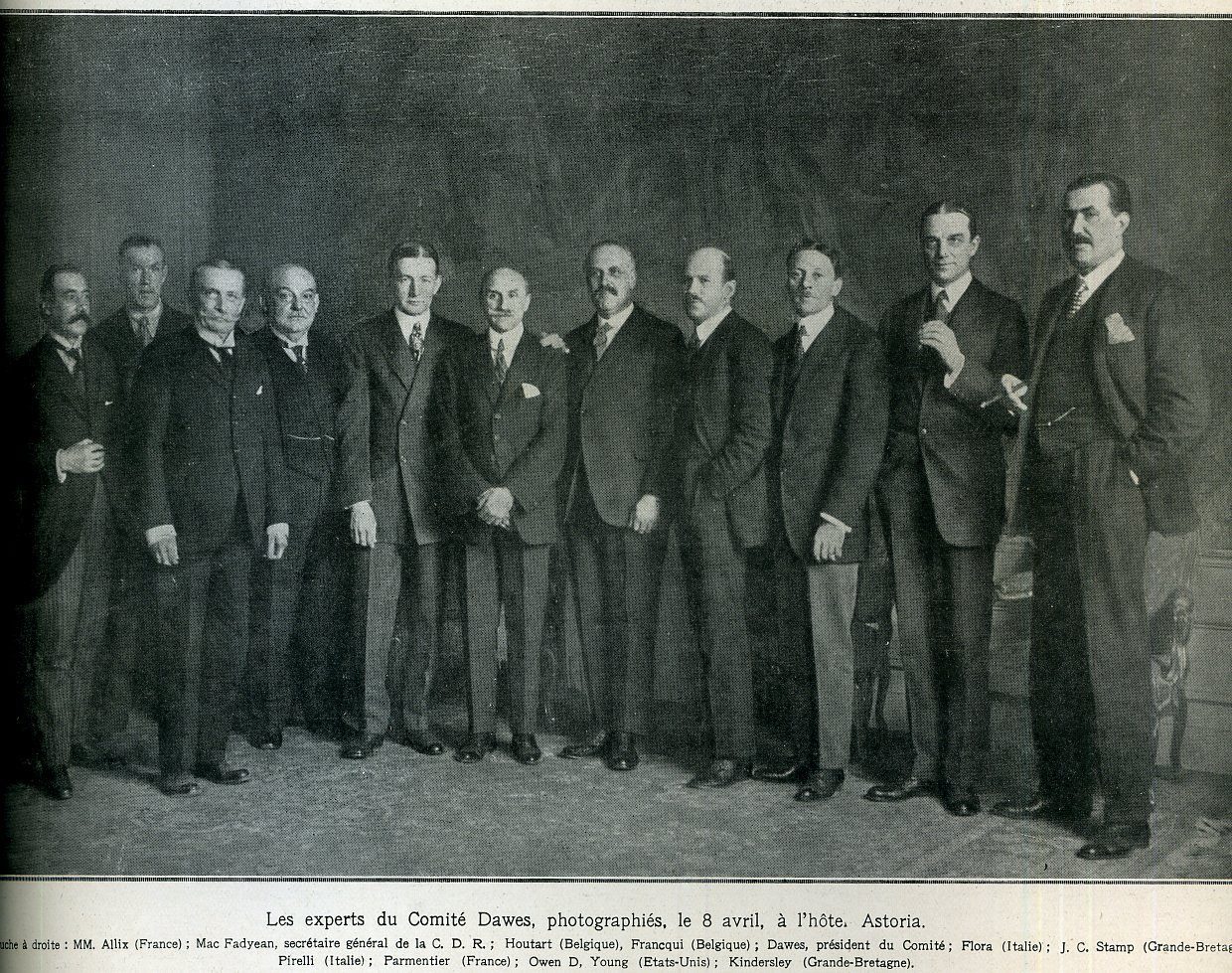
Het Dawescomité gefotografeerd op 8 april 1924 in Waldorf-Astoria Hotel in New York

Om gelijktijdig de gespannen situatie te verlichten en de kansen tot herstelbetalingen van Duitsland te vergroten werd aan Charles G. Dawes gevraagd een plan op te stellen waarin beide partijen zich konden vinden. Het Dawescomité bestond uit ieder twee vertegenwoordigers van België, Frankrijk, Engeland, Italië en de Verenigde Staten en had als opdracht gekregen een oplossing te vinden die Duitsland er toe zou bewegen over te gaan tot herstelbetalingen ter waarde van 132 miljard goudmark.
De hoofdpunten van het Dawesplan waren:
1. Geallieerde troepen moesten het Ruhrgebied verlaten.
2. Herstelbetaling zou aanvangen met een bedrag van 1 miljard in het 1e jaar en daarna oplopen tot 2,5 miljard per jaar in het 4e jaar.
3. De Duitse Centrale Bank zou worden gereorganiseerd onder geallieerd toezicht.
4. Buitenlandse leningen aan Duitsland (voornamelijk afkomstig uit de Verenigde Staten) zouden mogelijk worden.
5. Duitsland zou de herstelbetalingen financieren met nieuwe belastingen.

Het plan werd geaccepteerd door de Duitsers en de geallieerden en trad in werking in september 1924. Hoewel het Duitse zakenleven het plan oppakte en spoedig tot herstelbetalingen overging bleek al snel dat Duitsland de jaarlijkse betaling niet kon volhouden. Duitsland staakte uiteindelijk na vijf jaar de herstelbetalingen wegens grote negatieve gevolgen voor de nationale economie en geldontwaarding. Als gevolg hiervan werd het Young-plan in 1930 van kracht (in 1929 was begonnen met het ontwerp ervan).